# Ellen Laveson
Ellen Laveson, född Gudman 1876 i Köpenhamn, död 1925 i Roskilde, var en dansk-svensk målare.
Hon var gift med Einar Laveson. Hon studerade konst i Köpenhamn och Paris. Tillsammans med sin man ställde hon bland annat ut på Lunds universitets konstmuseum. Hennes konst består av porträtt och studiehuvuden.